# Quincallería

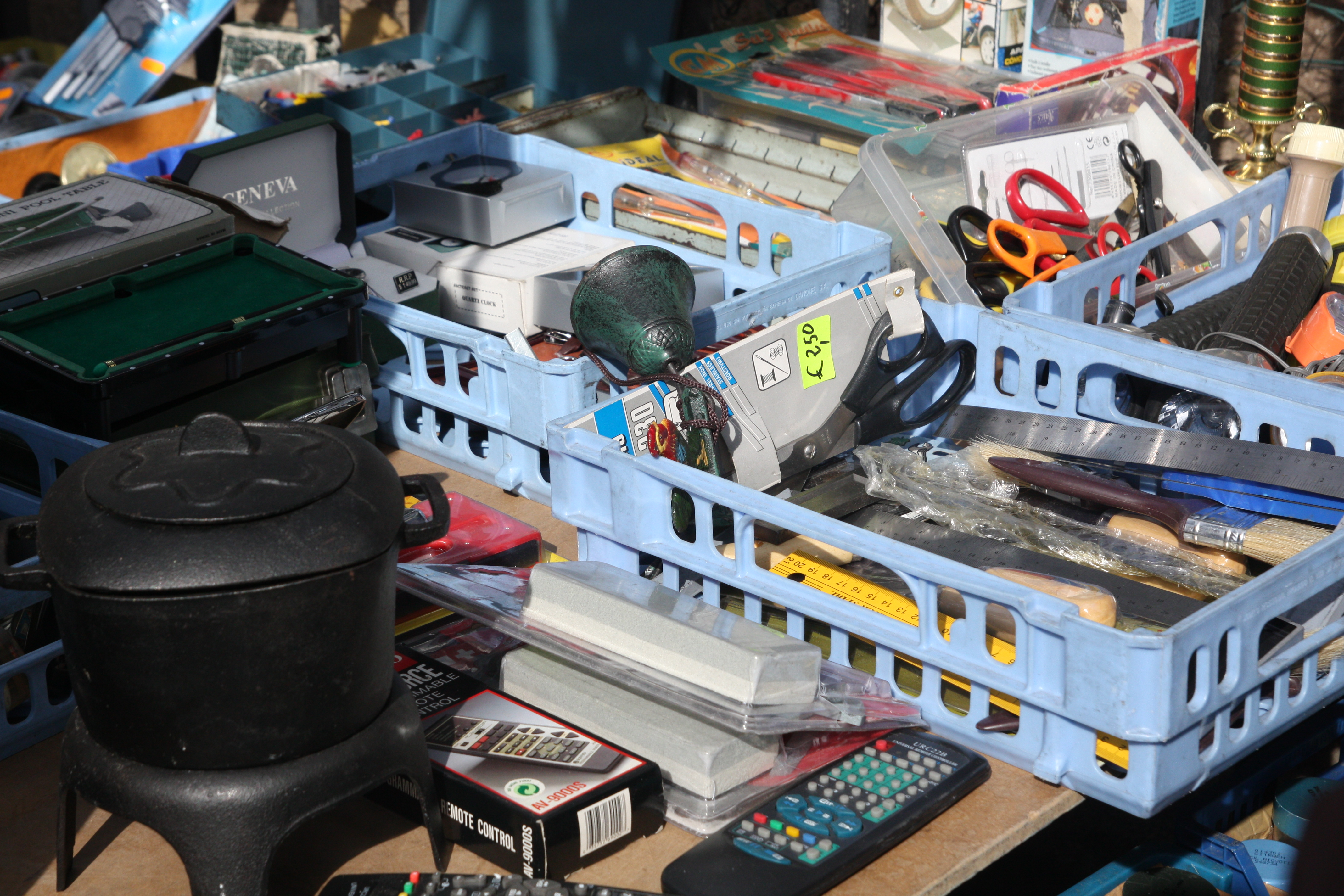
Productos de quincallería en el siglo xxi, expuestos en la calle en El Rastro de Madrid.

Quincallería y chamarilería definen un modelo de comercio, tienda o almacén dedicado a vender artículos de precio económico, en especial los relacionados con las herramientas, recipientes y artefactos de cobre, latón, palastro (hierro o acero laminado), zinc, hojalata, y un sector de complementos en la construcción de edificios o con desechos de la industria metalúrgica (en hierro, acero, cobre, plomo, aluminio, etc). Tiene su origen en los oficios de cuchillería, calderería, herrería.
En algunos países, la quincallería ha absorbido nuevos productos de diversas industrias: bisutería, cristalería y espejos, perfumería, juegos y juguetes, alfombras, loza y porcelana, paraguas, sombrillas y abanicos, lámparas, cajas y estuchería en general, carteras, libros de memoria y álbumes, papeles de fantasía y artículos para escritorio, labores de madera torneada y adornos de madera dorada, máscara, objetos de goma elástica y de gutta-percha y un largo y posible etc.
En Occidente y desde el final del siglo XX, acompañando a la invasión de establecimientos todo a un euro (que sustituyeron a los todo a cien), este complejo sector comercial ha sido prácticamente absorbido y sustituido por los bazares chinos.